# Polyrhachis rubiginosa
Polyrhachis rubiginosa är en myrart som först beskrevs av Le Guillou 1842.  Polyrhachis rubiginosa ingår i släktet Polyrhachis och familjen myror. Inga underarter finns listade i Catalogue of Life.